# Gouvernement Kaukasus
Het gouvernement Kaukasus (Russisch: Кавказская губерния; Kavkaskaja goebernija) was een gouvernement in het keizerrijk Rusland. Het gouvernement bestond van 1785 tot 1847. Het maakte van 1785 tot 1796 deel uit van het onderkoninkrijk van de Kaukasus. Het gouvernement ontstond uit het gouvernement Astrachan en het ging op in het gouvernement Stavropol. De hoofdstad was Jekaterinogradskaja